# Ager publicus

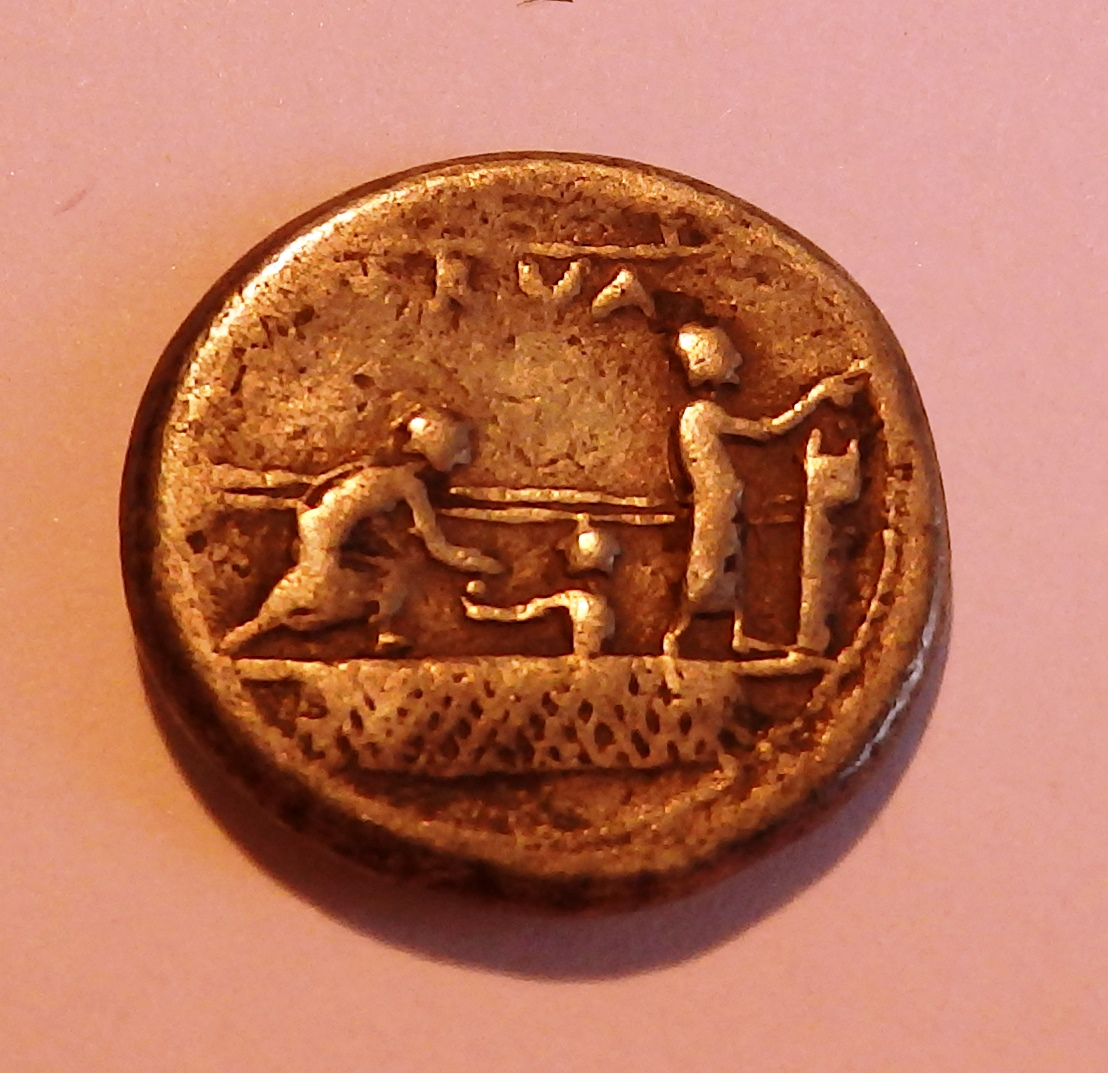
Römischer Denar, 113/112 v. Chr. auf die lex agraria von 111 v. Chr. (Albert 1075)

Der ager publicus (lat., wörtlich öffentlicher Acker) war in der römischen Republik das im Besitz des Staates befindliche Land, anfangs das Gemeindeland der Stadt Rom, und die ursprünglich übliche Form des Eigentums an Grund und Boden.

## Geschichte
Die Vermessung und Verteilung des ager publicus fiel in den Aufgabenbereich der Decemviri Agris Dandis Adsignandis. Die immer wieder versuchte und teilweise gelungene Privatisierung des ager publicus in individuelles Eigentum (ager privatus) war in der römischen Geschichte eine zentrale innenpolitische Frage. Vom 2. Jahrhundert v. Chr. an führte dieser Streitpunkt immer wieder zu heftigen Auseinandersetzungen, so zum Beispiel bei den Gracchischen Reformen.
Zum ager publicus gehörte auch das etwa 250 Hektar große Marsfeld (heute der römische Stadtteil Campo Marzio), eine Ebene westlich der Via Lata (der heutigen Via del Corso) bis zur Tiberschleife. Es diente anfangs als Pferde- und Schafweide, als Trainingsgelände für das römische Militär, als Ort, an dem ausländische Herrscher und deren Botschafter empfangen wurden, die die Stadt nicht betreten durften, sowie als Gebiet, auf dem fremde Kulte ihre Tempel errichten durften. Die stückweise erfolgende Bebauung des Campus Martius, auch ohne Genehmigung, ist ein anschauliches Beispiel dafür, wie in der Spätzeit der römischen Republik mit öffentlichem Land umgegangen wurde.
Der durch Abgabe an Privatpersonen schrumpfende ager publicus wurde durch Landgewinne aus Kriegen immer wieder aufgestockt. Einem kollektiven Ansatz folgend verblieb das von den Römern neu eroberte Land als ager publicus im gemeinschaftlichen Eigentum. So zum Beispiel der Grund und Boden der Stadt Veji, der nach der Eroberung und Zerstörung der Stadt 396 v. Chr. zum ager publicus erklärt wurde. Bis zur frühen Kaiserzeit jedoch war der gesamte ager publicus innerhalb Italiens aufgeteilt und dadurch Privateigentum geworden. Auch der ager publicus in den Provinzen konnte in den Besitz von Privatpersonen übergehen, blieb aber Eigentum des Volkes oder des Kaisers.
Die Bedeutung dieser Frage lässt sich auch an der großen Anzahl von Ackergesetzen ablesen (leges agrariae), die in der Republik erlassen wurden. Die Initiative zu ihnen kam fast immer aus den Reihen der Volkstribunen und ihrer „Partei“, den Popularen. Als ein Grund dafür wird angenommen, dass sie mit diesen Vorstößen ihre Macht steigern und ihre Wiederwahl sichern wollten.
Die Gegner solcher Acker-Verteilungsgesetze kamen in der Regel aus den Reihen der Optimaten. Cicero bekämpfte 63 v. Chr. beispielsweise in De lege agraria erfolgreich den Antrag lex agraria des Volkstribunen Publius Servilius Rullus zur Legalisierung von zur Zeit der Diktatur Sullas erworbenem Land und zur Verteilung von ager publicus in Italien an landlose Bauern.

## Formen desAger publicus
Die Römer machten beim ager publicus eine Reihe von Unterschieden:
- ager captivus war das eroberte Land, das dem öffentlichen Land zugeschlagen wurde (Beispiel Veji);
- ager colonicus war das öffentliche Land, das zum Zwecke der Gründung von Kolonien vergeben wurde;
- ager compascuus war das öffentliche Land, das nicht für den Ackerbau genutzt wurde, also Wälder, Viehweiden (Beispiel: Campus Martius), Steinbrüche;[2]
- ager occupatorius war urbar gemachtes öffentliches Land, das abgabefrei und ohne Eigentumsübergang zur Nutzung freigegeben war;
- ager provincialis war das öffentliche Land in den Provinzen im Eigentum des Volkes oder des Kaisers, das nicht in Privatbesitz übergehen konnte;
- ager stipendiarius war das öffentliche Land in den Provinzen (später nur noch in den senatorischen Provinzen), das widerruflich und steuerpflichtig an einheimische Bauern abgegeben wurde;
- ager tributarius war das öffentliche Land in den Provinzen (später nur noch in den kaiserlichen Provinzen), das widerruflich und steuerpflichtig an einheimische Bauern abgegeben wurde;
- ager vectigalis war das öffentliche Land, das der Censor an Privatpersonen verpachtete;

Dem ager publicus gegenüber standen die anderen Eigentumsformen, vor allem also das Privatland:
- ager desertus war Privatland, das von seinen Besitzern verlassen worden war – eine Erscheinung, die sich ab dem 2. Jahrhundert im Römischen Reich ausbreitete;
- ager privatus war abgabefreies Land im Eigentum römischer Bürger;
- ager privatus vectigalisque war ehemals öffentliches Land, das gegen eine Zahlung an den Staat römischen Bürgern als steuerpflichtigem Eigentum überlassen wurde;
- ager quaestorius war das eroberte öffentliche Land, das durch Quaestoren verkauft wurde und dadurch privates, vererbbares, veräußerbares und steuerpflichtiges Eigentum wurde;
- ager peregrinus war Land, das zu einem Gemeinwesen (Staat, Stadt) gehörte, mit dem Rom vertragliche Beziehungen unterhielt.